# Контрада Плавињано (Терамо)
Контрада Плавињано (итал. Contrada Plavignano) је насеље у Италији у округу Терамо, региону Абруцо.
Према процени из 2011. у насељу је живело 36 становника. Насеље се налази на надморској висини од 119 м.